# Ring My Bell
Ring My Bell è una famosa canzone disco. È stata pubblicata come singolo nel 1979 dalla cantante Anita Ward, di cui questa canzone è l'unica hit, ed era inserita nell'album di debutto della cantante, Songs of Love. Dopo questo singolo, la Ward ha inciso un secondo singolo di scarso successo e si è ritirata dal mondo della musica.

## Pubblicazione e notorietà
La canzone, scritta e prodotta da Frederick Knight, è arrivata al primo posto della classifica dei singoli disco e nelle classifiche Billboard statunitensi, oltre che nella classifica dei singoli del Regno Unito e raggiunse ottime posizioni in tutto il mondo. Il singolo conteneva, come lato b, la canzone If I Could Feel That Old Feeling Again scritta da David Camon e prodotta sempre da Frederick Knight.
Della canzone, nel corso degli anni, sono state eseguite numerose cover da parte di altri artisti, come Ann Lee, DJ Jazzy Jeff & the Fresh Prince, Tori Amos, Blood Sisters, Dynamic Duo, D'Flow Production Squad, Collette, Saïan Supa Crew, INOJ, Pato Fu e Joey Boy. È stata anche oggetto di numerosi remix fin dal periodo della pubblicazione.
A distanza di undici anni dalla sua pubblicazione, la canzone è stata ripubblicata in una nuova versione ed è stata inserita nella compilation italiana Festivalbar 1990.
Nell'anno 2010, del brano "Ring My Bell" sono state realizzati dei remix, prodotti dall'etichetta discografica "Bacci Bros Records"; di successo la versione club di Frenk DJ & Joe Maker.
Il 17 settembre 2019 il canale YouTube di Netflix pubblica il trailer della terza stagione di Big Mouth, nota serie animata, nel quale viene usato come sottofondo il brano "Ring My Bell".
Il singolo compare nel decimo episodio della quarta stagione della serie televisiva The Good Place.
Nella seconda puntata della quarta stagione de L'Amica Geniale, alcuni personaggi ballano davanti alla televisione mentre vedono il videoclip della canzone. 

## Tracce
7" Single (T. K. TKR 7543 (CBS) [nl])
7" Single (Juana 3422 [us])
1. Ring My Bell - 3:30
2. If I Could Feel That Old Feeling Again - 4:11

### Versione 1990
7" (Single BCM 07487 / EAN 4005934074871)
1. Ring My Bell [1990 Mega Remix] - 3:47
2. Ring My Bell - 4:29

## Classifiche
| Classifica (1979) | Posizione raggiunta |
| ----------------- | ------------------- |
| Regno Unito       | 1                   |
| Norvegia          | 1                   |
| Nuova Zelanda     | 1                   |
| Irlanda           | 2                   |
| Svezia            | 2                   |
| Austria           | 3                   |
| Germania          | 3                   |
| Svizzera          | 5                   |
| Paesi Bassi       | 8                   |
| Italia            | 43                  |